# Kamiennik
Kamiennik (deutsch: Kamnig, 1936–1945 Steinhaus) ist ein Dorf der Landgemeinde Kamiennik im Powiat Nyski der Woiwodschaft Opole in Polen. 

## Geographie
Das Straßendorf Kamiennik liegt im Südwesten der historischen Region Oberschlesien, etwa 20 Kilometer nordwestlich der von Nysa (Neiße) und etwa 70 Kilometer südwestlich von Opole in der Schlesischen Tiefebene an der Krynka (Kryhn), einem rechten Zufluss der Ohle. Östlich des Dorfes verlief die stillgelegte Bahnstrecke Otmuchów–Przeworno.
Nachbarorte von Kamiennik sind im Nordwesten Wilemowice (Schützendorf), im Nordosten Cieszanowice (Tscheschdorf), im Südosten Zurzyce (Zauritz) und im Südwesten Chociebórz (Koschpendorf).

## Geschichte

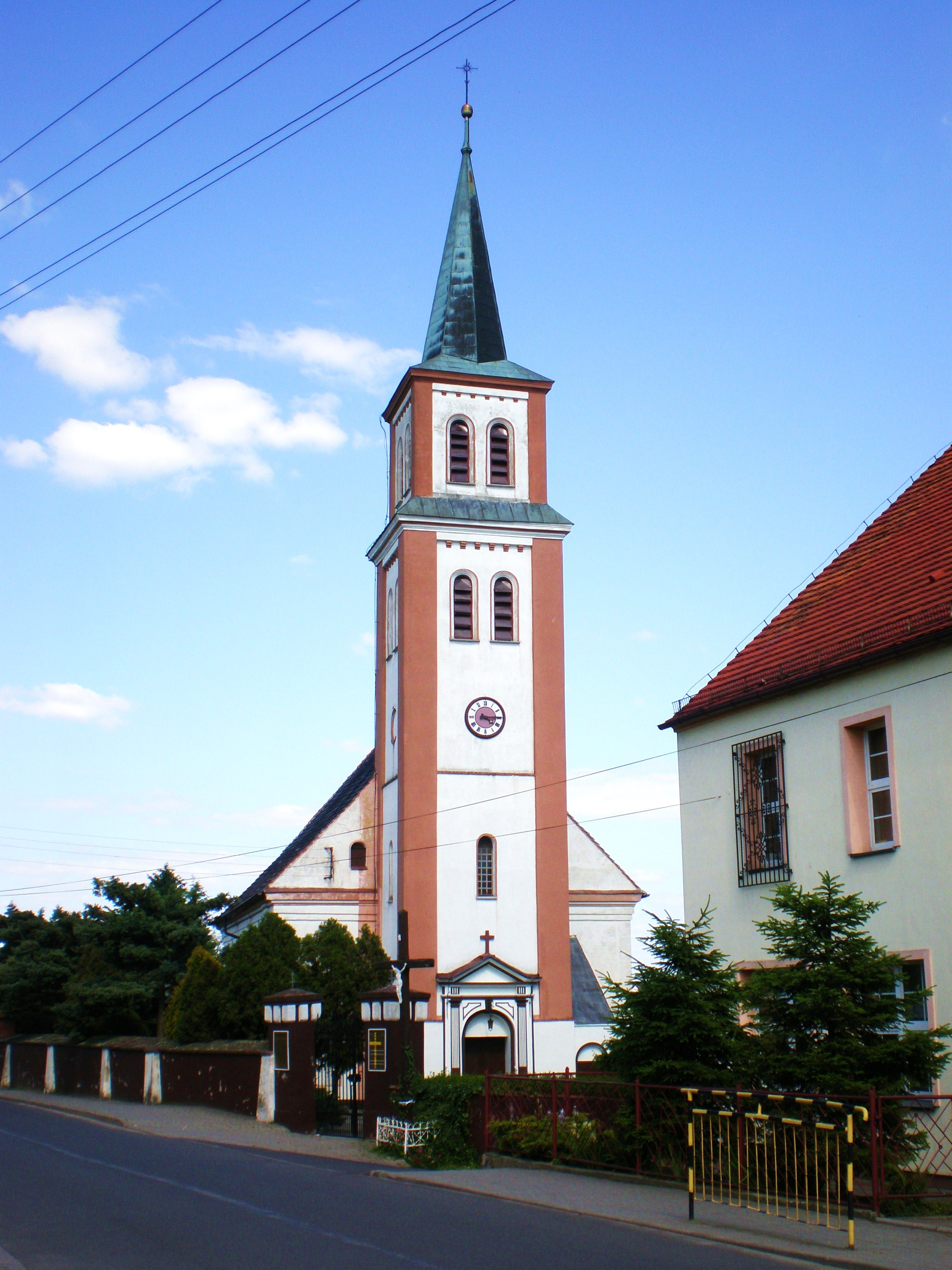
St.-Andreas-Kirche

„Camik“ wurde 1291 nach deutschem Recht ausgesetzt. Im Breslauer Zehntregister Liber fundationis episcopatus Vratislaviensis aus den Jahren 1295–1305 ist die Schreibweise Camyk Arida belegt. Für das Jahr 1369 ist die Ortsbezeichnung Kemenik überliefert.
Nach dem Ersten Schlesischen Krieg 1742 fiel Kamnig mit dem größten Teil Schlesiens an Preußen.
Nach der Neuorganisation der Provinz Schlesien gehörte die Landgemeinde Kamnig ab 1816 zum Landkreis Grottkau, mit dem es bis 1945 verbunden blieb. 1845 bestanden im Dorf eine katholische Pfarrkirche, eine katholische Schule, eine Brennerei, ein Vorwerk, ein Schloss sowie 117 weitere Häuser. Im gleichen Jahr lebten in Kamnig 651 Menschen, davon 16 evangelisch. 1855 lebten 791 Menschen in Kamnig. 1865 bestanden im Ort 22 Bauern-, 28 Gärtner- und 34 Häuslerstellen. Die zweiklassige Schule wurde im gleichen Jahr von 282 Schülern besucht. 1874 wurde der Amtsbezirk Kamnig gegründet, dem die Landgemeinden Kamnig, Schützendorf und Tscheschdorf sowie die Gutsbezirke Kamnig (Dominium), Kamnig (ritterm. Scholtisei), Schützendorf und Tscheschdorf eingegliedert wurden. Im Jahre 1885 wurden 767 Einwohner gezählt.
1933 lebten in Kamnig 663 Menschen. Am 22. Juli 1936 wurde Kamnik im Zuge einer Welle von Ortsumbenennungen der NS-Zeit in Steinhaus umbenannt. 1939 zählte Steinhaus 640 Einwohner.
Als Folge des Zweiten Weltkriegs fiel Steinhaus 1945 wie der größte Teil Schlesiens an Polen. Nachfolgend wurde es in Kamiennik umbenannt und der Woiwodschaft Schlesien angeschlossen. Die deutsche Bevölkerung wurde weitgehend vertrieben. 1950 wurde es der Woiwodschaft Oppeln eingegliedert. 1999 kam der Ort zum wiedergegründeten Powiat Nyski.

## Sehenswürdigkeiten
- Die römisch-katholische St.-Andreas-Kirche (Kościół św. Andrzeja Apostoła) bestand bereits im 14. Jahrhundert. Ende des 18. Jahrhunderts wurde die teils marode Holzkirche abgebrochen und durch einen steinernen Neubau ersetzt. 1856 wurde an der Westseite ein Kirchturm angebaut.[7] Das Gebäude steht seit 1966 unter Denkmalschutz.[8]
- Das Schloss Kamnig wurde in der Mitte des 19. Jahrhunderts im klassizistischen Stil erbaut und 1902 umgebaut. Nach 1945 verfiel es zur Ruine. Heute stehen nur noch die Außenmauern.[9]
- Hölzerne Wegekreuze
- Steinerne Wegekreuze
- Steinerne Wegekapellen

## Persönlichkeiten
- Waldemar Alder (1906–1999), deutscher Architekt, Stadtplaner, antifaschistischer Widerstandskämpfer und sozialistischer Architekturpolitiker